# ماديسون بير
ماديسون إيلي بير (بالإنجليزية: Madison Beer)‏ الشهيرة بماديسون بير هي مغنية أمريكية (من مواليد 5 مارس 1999) أطلقت أول أسطوانة مطولة لها في 02 فبراير 2018 تحت عنوان (بالإنجليزية: As She Pleases)‏ اصدرت أول البوم لها عام 2020 أدت الكثير من الأغاني (cover) بالتعاون مع مغنيين مثل كونور ماينارد واخرون.

## نشأتها
ولدت ماديسون إيلي بير يوم 05 مارس 1999، في أريحا، نيويورك لعائلة يهودية. والدها، روبرت بير ،معماري بيوت فارهة وأمها، تراسي بير مصممة داخلية. لديها أخ أصغر يدعي رايدر. واحتفلت ب بار متسفا الخاص بها في 2012.

## المسيرة المهنية
بدأت بير بنشر فيديوهات لها على منصة يوتيوب وهي تغني "cover" للأغاني الشعبية في أوائل عام 2012، الذين قد لفتو انتباه جاستن بيبر الذي قام بتغريد رابط ل "cover" أغنية أخيراً للمغنية الراحلة إيتا جيمس لمتابعيه، تسبب هذا في شهرة بير في جميع أنحاء العالم على تويتر والحصول على تغطية إعلامية كبيرة.
أقامت بير شراكة مع "Monster High " وسجلت أغنية موضوعية للامتياز بعنوان " We Are Monster High" .
في فبراير 2013 ، أعاد كودي سيمبسون تسجيل أغنيته "Valentine" مع بير، والتي أذيعت على إذاعة ديزني، ولكنها لم تصدر رسمياً.
في 12 سبتمبر 2013, أطلقت بير أول أغنية منفردة لها بعنوان "Melodies" ، والتي كتبت بواسطة (TMS (production team و Ina Wroldsen. وظهر بيبر في الأغنية كضيف.

## وصلات خارجية
- ماديسون بير على موقع IMDb (الإنجليزية)
- ماديسون بير على موقع ميوزك برينز (الإنجليزية)
- ماديسون بير على موقع أول ميوزيك (الإنجليزية)
- ماديسون بير على موقع ديسكوغز (الإنجليزية)
- الموقع الرسمي